# فهرست بانک‌های مجارستان

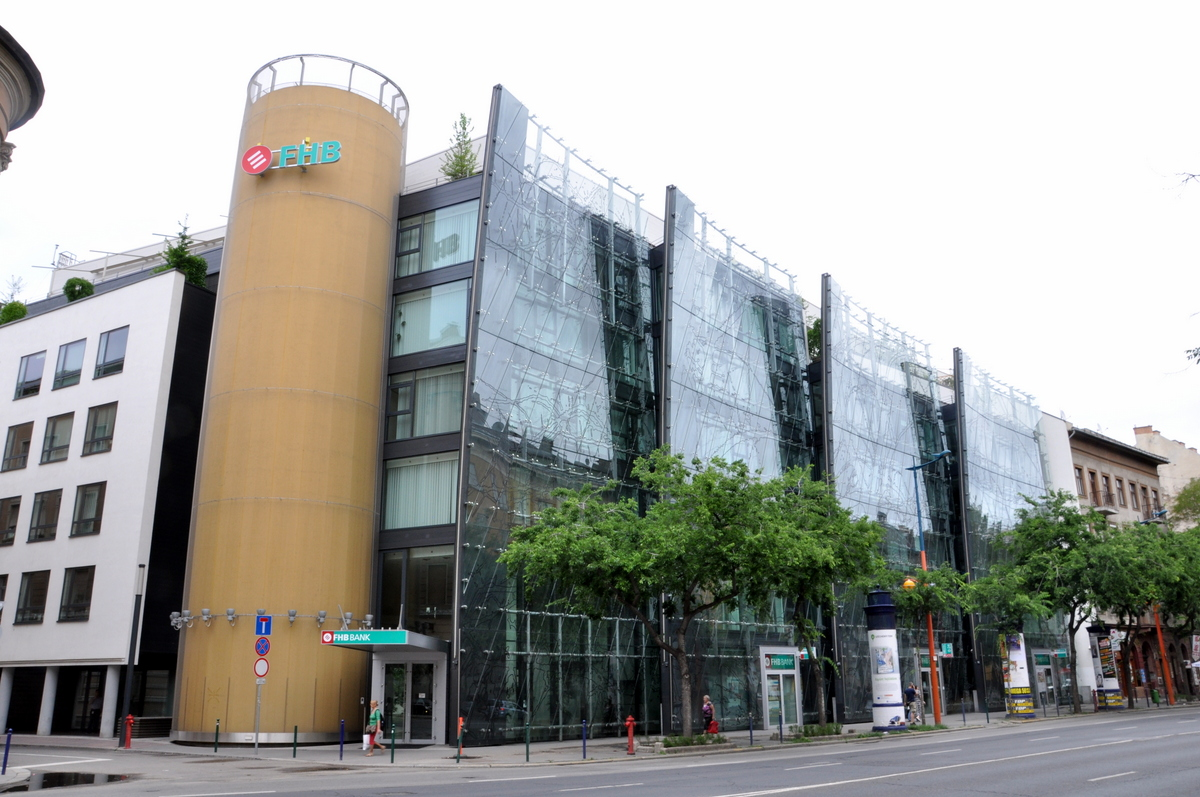
دفتر مرکزی بانک وام مسکن اف‌اچ‌بی

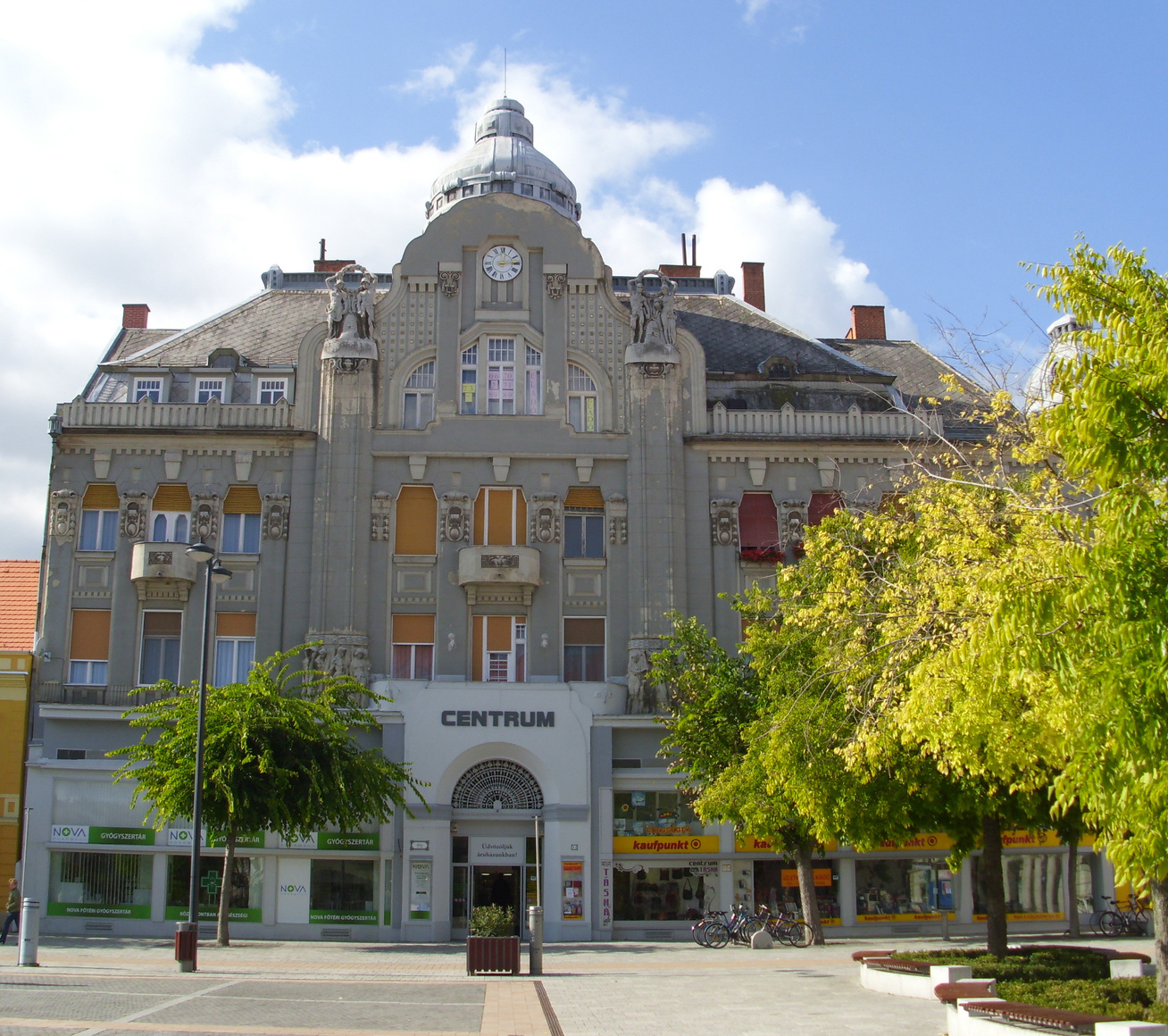
یک بانک پس‌انداز در سومبات‌هی

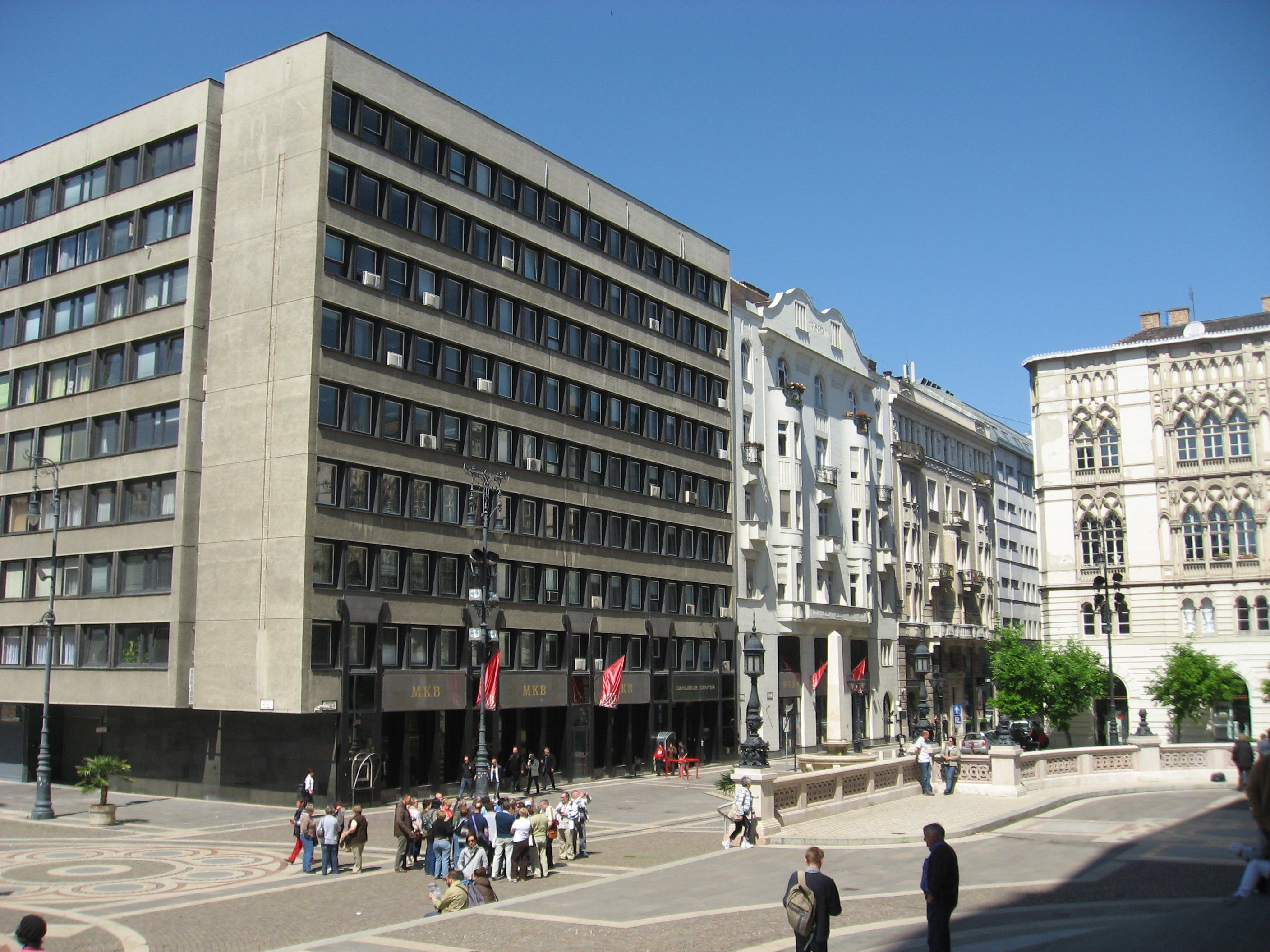
بانک ام‌کی‌بی

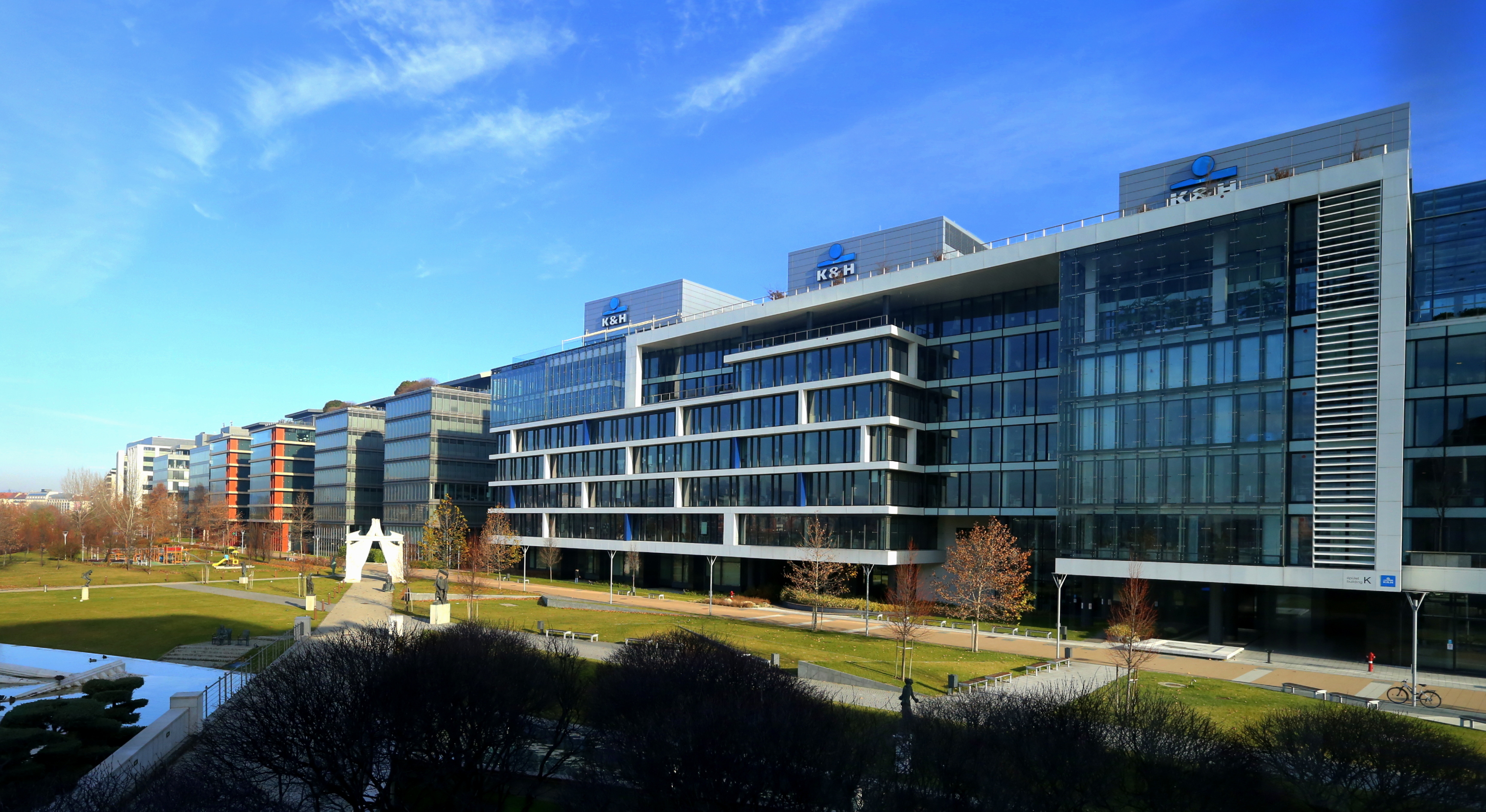
دفتر مرکزی بانک کی اند اچ

## بانک‌های مرکزی
- بانک ملی مجارستان (MNB)

## بانک‌های تجاری
منبع:
| بانک                   | تاسیس       | دفتر مرکزی | کل دارایی‌ها (به میلیارد فورینت) | ملیت مالک             | وبگاه                           |
| ---------------------- | ----------- | ---------- | ------------------------------- | --------------------- | ------------------------------- |
| اوتی‌پی بانک            | ۱۹۴۹        | بوداپست    | ۱۸٬۷۵۰٫۸۳                       | ۳۲٬۱۰٪; دیگران ٪۶۷٬۹۰ | http://www.otpbank.hu           |
| بانک ام‌بی‌اچ            | ۲۰۲۳        | بوداپست    | ۱۲٬۵۰۵٫۰۰                       | ۱۰۰٬۰۰٪               |                                 |
| بانک کی اند اچ         | ۱۹۸۶        | بوداپست    | ۵٬۸۲۶٫۰۴                        | ۱۰۰٬۰۰٪               | http://www.kh.hu                |
| بانک یونی‌کردیت         | ۱۹۹۰        | بوداپست    | ۵٬۴۶۲٫۵۷                        | ۱۰۰٬۰۰٪               | Magánszemélyek-بانک یونیکریت    |
| بانک ارسته             | ۱۹۹۸        | بوداپست    | ۵٬۳۱۰٫۳۰                        | ۱۰۰٬۰۰٪               | http://www.erstebank.hu         |
| بانک بین‌المللی رایفیزن | ۱۹۸۶        | بوداپست    | ۴٬۳۰۷٫۴۲                        | ۱۰۰٬۰۰٪               | ایلین اگی جو کاپسولات           |
| سی‌آی‌بی بانک            | ۱۹۷۹        | بوداپست    | ۳٬۰۹۵٫۸۱                        | ۱۰۰٬۰۰٪               | بانک CIB                        |
| بانک گرانیت            | ۲۰۱۰ (۱۹۸۵) | بوداپست    | ۱٬۰۱۹٫۰۵                        | ۱۰۰٬۰۰٪               | http://www.granitbank.hu        |
| سیتی‌بانک               | ۱۹۸۵        | بوداپست    | ۱۰۱۱٫۹۴                         | ۱۰۰٬۰۰٪               |                                 |
| بانک آی‌ان‌جی            | ۲۰۰۸ (۱۹۹۱) | بوداپست    | ۹۰۳٫۲۹                          | ۱۰۰٬۰۰٪               |                                 |
| بی‌ان‌پی پاریبا          | ۱۹۹۱        | بوداپست    | ۵۱۹٫۹۲                          | ۱۰۰٬۰۰٪               |                                 |
| بانک مگنت              | ۱۹۹۵        | بوداپست    | ۴۰۱٫۵۱                          | ۱۰۰٬۰۰٪               |                                 |
| بانک چین               | ۲۰۰۲        | بوداپست    | ۳۲۶٫۴۹                          | ۱۰۰٬۰۰٪               | https://www.bankofchina.com/hu/ |
| کوفیدیس                | ۲۰۰۵        | بوداپست    | ۱۰۶٫۴۷                          | ۱۰۰٬۰۰٪               |                                 |
| بانک پولگاری           | ۱۹۷۲        | پولگار     | ۵۴٫۰۱                           | ۱۰۰٬۰۰٪               |                                 |
| اوبربانک               | ۲۰۰۷        | بوداپست    |                                 | ۱۰۰٬۰۰٪               |                                 |
| اگزیم‌بانک              | ۱۹۹۴        | بوداپست    |                                 | ۱۰۰٬۰۰٪               |                                 |

### سهم بازار بانک‌ها
سهم بازار بزرگ‌ترین بانک‌های مجارستان، از نظر دارایی‌ها در پایان سال 2022:
1. اوتی‌پی بانک: ۱۸۷۵۰ میلیارد فورینت
2. بانک ام‌بی‌اچ: ۱۲٬۵۰۵ میلیارد فورینت
3. بانک کی اند اچ: ۵٬۸۲۶ میلیارد فورینت
4. بانک یونی‌کردیت: ۵٬۴۶۲ میلیارد فورینت
5. بانک ارسته: ۵٬۳۱۰ میلیارد فورینت
6. بانک رایفایزن: ۴٬۳۰۷ میلیارد فورینت
7. سی‌آی‌بی بانک: ۳٬۰۹۵ میلیارد فورینت

## دفاتر نمایندگی بانک‌های خارجی
دفاتر نمایندگی ثبت شده بانک‌های خارجی در بانک ملی مجارستان:
- بانک توسعه کره (۱۹۸۹)
- کومرتس‌بانک (۱۹۹۳)
- دویچه بانک (۱۹۹۵)
- بانک چین (۲۰۰۲)

## بانک‌های منحل‌شده
- بانک کالیون دیگر در مجارستان در دسترس نیست
- بانک کردیگن
- بانک وام مسکن اف‌اچ‌بی توسط گروه تاکارک در سال ۲۰۱۶ خریداری شد و در تاکارک بنک ادغام شد.
- بانک تعاونی پس‌انداز مجار (مجاری: Magyar Takarékszövetkezeti Bank)
- بانک وست‌ال‌بی مجارستان
- بانک بوداپست، بانک ام‌کی‌بی و تاکارک بنک در سال ۲۰۲۳ به بانک ام‌بی‌اچ ادغام شدند.